# NGC 3658
NGC 3658 ist eine Linsenförmige Galaxie vom Hubble-Typ S0 im Sternbild Großer Bär am Nordsternhimmel. Sie ist schätzungsweise 92 Millionen Lichtjahre von der Milchstraße entfernt und hat einen Durchmesser von etwa 50.000 Lichtjahren.

Gemeinsam mit NGC 3648, NGC 3652, NGC 3665, PGC 35039, PGC 35080 und PGC 35124 bildet sie die NGC 3665-Galaxiengruppe.
Das Objekt wurde am 23. März 1789 von Wilhelm Herschel entdeckt.